# Constant Vanden Berghen
Constant Vanden Berghen, né le 21 mai 1914 à Molenbeek-Saint-Jean (Bruxelles) et mort le 5 novembre 2004 , est un botaniste belge.

## Biographie
Constant Vanden Berghen est né dans une famille originaire des Pays-Bas, immigrée en Belgique avant sa naissance. Adolescent il se destine déjà à l'enseignement et se dirige naturellement vers des études de régent en sciences à l'école normale de Nivelles. Diplômé en 1934, il débute comme instituteur, avant d'être nommé dans l'enseignement secondaire. Après la Seconde Guerre mondiale, il entreprend l'étude de la végétation des Grands Causses du Massif central où il se rend chaque année dès 1948. Cette étude débouche sur une thèse de doctorat qu'il présente à l'université catholique de Louvain, où il deviendra titulaire du cours de phytosociologie.
Admis à la retraite à la fin des années 1970, il devient collaborateur au Jardin botanique national de Belgique qu'il fréquentera régulièrement jusqu'à son décès.

## Œuvres

### Articles
Constant Vanden Berghen est l'auteur de quelque 300 articles publiés pour la plupart dans le bulletin Les Naturalistes belges, mais aussi, entre autres, dans le Bulletin de la Société royale de botanique de Belgique.

### Ouvrages
- Genera des Lejeuneaceae, Liège, coll. « Lejeunia Mémoire » (no 6), 1948, 59 p., 2 pl.
- (avec Paul Reginster et Paul Heinemann) Texte explicatif de la planchette Odeigne, Bruxelles, IRSIA, coll. « Carte de la végétation de la Belgique » (no 179W), 1953, 65 p.
- (avec François Stockmans et Roger Vanhoorne) Étude botanique du gisement de tourbe de la région de Pervijze (plaine maritime belge), Bruxelles, IRScNB, coll. « Institut Royal des Sciences Naturelles de Belgique Mémoires » (no 130), 1954, 144 p., 4 pl., 1 crt.
- Hépatiques, t. 1-3, Jardin botanique de l'État, Bruxelles, coll. « Flore générale de Belgique. Bryophytes » (no I), 1955-1957, 389 p.
- Le Hêtre, Bruxelles, IRScNB, coll. « Les Carnets du Service Educatif » (no 5), 1959, 35 p.
- Étude sur la végétation des Grands Causses du Massif central de France, coll. « Mémoires de la Société royale de Botanique de Belgique » (no I), 1963, 285 p., Annexes : 48 tableaux.
- (avec Maurice Dethioux) Texte explicatif de la planchette Virton, coll. « Carte de la végétation de la Belgique » (no 222E), 1966, 49 p.
- (avec William Mullenders et al.) Flore de la Belgique, du Nord de la France et des régions voisines, Liège, Desoer, 1967, xliv, 749
- (avec M. Bossier et al. (nl) Moderne Plantkunde, Lierre, Jozef Van In & Co., s.d., xix, 501 ; 2e édition, 1968 ; 3e édition, 1975 ; 4e édition, 1978 ; 5e édition ; 6e édition, 1983 ; 7e édition, 1990
- Hépatiques et Anthocérotées, Cercle hydrobiologique de Bruxelles, coll. « Exploration hydrobiologique du bassin du lac Bangweolo et du Luapula : Résultats Scientifiques » (no VIII,1), 1972, 202 p. ; Hépatiques du Shaba. Corrections et Additions, 1978.
- (avec J.E. De Langhe, L. Delvosalle, J. Duvigneaud & J. Lambinon) Nouvelle flore de la Belgique, du Grand-Duché de Luxembourg, du nord de la France et des régions voisines (Ptéridophytes et Spermatophytes), Meise, Jardin botanique national de Belgique, 1973 ; 2e édition, 1978 ; 3e édition, 1983
- Initiation à l'étude de la végétation, Bruxelles, Les Naturalistes belges, 1966, 163 p. ; 2e édition, Bruxelles, Les Naturalistes belges, 1973, 236 p. ; 3e édition, Meise, Jardin botanique national de Belgique, 1982, 263 p.
- Flore des hépatiques et des anthocérotes de Belgique, Meise, Jardin botanique national de Belgique, 1979
- Liste commentée des plantes vasculaires observées dans l'île de Djerba (Tunisie méridionale), coll. « Lejeunia, Nouvelle Série » (no 105), 1981, 38 p.
- Matériaux pour une flore de la végétation herbacée de la Casamance Occidentale (Sénégal), Meise, Jardin botanique national de Belgique, 1982-1984 (Tome 1, Cyperaceae, 1982 ; 2, Gramineae, 1983 ; 3, Monocotyledones (sauf Cyperaceae & Gramineae), 1984))
- (avec Jean Berhaut) Flore Illustrée du Sénégal : Monocotylédones : Agavacées à Orchidacées, t. 9, Dakar, Clairafrique, 1988, 523 p.
- La végétation des sables maritimes de la Casamance (Sénégal méridional), coll. « Lejeunia, Nouvelle Série » (no 133), 1990, 84 p.
- La culture itinérante sur des brûlis, en Basse Casamance occidentale (Sénégal méridional) : L'évolution de la végétation, coll. « Lejeunia, Nouvelle Série » (no 144), 1994, 26 p.
- (avec A. Manga) L'homme et son environnement végétal au village d'Enampor (Basse Casamance, Sénégal), coll. « Lejeunia, Nouvelle Série » (no 146), 1995, 25 p.
- La végétation des plaines alluviales et des terrasses sablonneuses de la Basse Casamance (Sénégal méridional), coll. « Lejeunia, Nouvelle Série » (no 154), 1997, 195 p.
- La forêt pâturée des environs d'Abéné (Basse Casamance occidentale, Sénégal), coll. « Lejeunia, Nouvelle Série » (no 157), 1998, 14 p.
- (avec A. Manga) Une introduction à un voyage en Casamance : Enampor, un village de riziculteurs en Casamance, au Sénégal, Paris, L'Harmattan, 1999, 292 p.
- Essai d'individualisation de "groupes socio-écologiques" dans la flore commensale des rizières irriguées de la Basse Casamance (Sénégal), coll. « Lejeunia, Nouvelle Série » (no 168), 2002, 17 p.